# Monica Trinca Colonel
Monica Trinca Colonel, née le 21 mai 1999 à Grosotto, est une coureuse cycliste professionnelle italienne.

## Biographie
Arrivée tardivement (24 ans) sur le circuit continental, elle réalise une très bonne première saison 2024 avec la formation Bepink-Bongioanni. Elle s'illustre avec plusieurs top 15, tant sur le tour d'Italie que le tour d'Espagne. Régulière dans les courses par étape, elle se hisse à la 3e place du tour de l'Ardèche.
Elle signe alors en World Tour pour la saison 2025, au sein de l'équipe Liv-AlUla-Jayco.

## Palmarès sur route

### Par années
- 2024
  - 3e du Tour cycliste féminin international de l'Ardèche
- 2025
  - 2e du championnat d'Italie sur route
  - 4e du Tour des Émirats arabes unis
  - 7e du Tour d'Espagne
  - 8e de Liège-Bastogne-Liège
  - 9e du Trofeo Alfredo Binda-Comune di Cittiglio

### Résultats sur les grands tours

#### Tour d'Italie
2 participations
- 2024 : 23e
- 2025 : abandon (8e étape)

#### Tour de France
1 participation
- 2025 : abandon (5e étape)

#### Tour d'Espagne
2 participations
- 2024 : 26e
- 2025 : 7e

### Classements mondiaux
| Année                                 | 2024 |
| ------------------------------------- | ---- |
| Classement UCI                        | 111e |
| UCI World Tour                        | 161e |
|                                       |      |
| Légende : nc = non classéSource : UCI |      |